# 1978 UA7
1978 UA7 är en asteroid i huvudbältet som upptäcktes den 27 oktober 1978 av den amerikanska astronomen C. Michelle Olmstead vid Palomarobservatoriet.
Asteroiden har en diameter på ungefär 5 kilometer.